# Autoba grisescens
Autoba grisescens là một loài bướm đêm trong họ Erebidae.